# 뉴질랜드 문학
뉴질랜드 문학은 뉴질랜드인이 또는 뉴질랜드에서, 또는 뉴질랜드의 자연에 대해 쓰인 문학이다.

## 역사

### 1840년 ~ 1885년
1840년 이후의 영국식민(植民)으로부터 시작된다. 여기에도 최초에는 탐험기나 박물지(博物誌)와 같은 기록문학이 있으나 영국 본토로부터 우선 민요 형식의 시가 이입된 흔적도 있다. 1860-1864년에 뉴질랜드에 건너온 새뮤얼 버틀러(1835-1902)의 <캔터베리 개척의 제1년>(1863)이나, 바카경(卿) 부인(1835-1911)의 <목장 생활>(1870) 등의 작품이 있으나 시가(詩歌)의 경우와 마찬가지로 영국문학의 아류(亞流) 영역을 벗어나지 못하고 있다.

### 1885년 ~ 1920년
20세기 전환기에는 국가(國歌)의 작시자(作詩者) W. P. 리브스(1857-1932), J. 마케이(1864-1938) 등 시인과 소설가 사첼(1860-1942) 등이 출현하여 이 나라의 문학도 그 면목을 새롭게 하게 되었다. 캐서린 맨스필드(1888-1923)와 같은 세계적 작가도 배출되었으나 그녀는 죽을 때까지 영국이나 유럽에서 살았다. 그러나 오늘날도 그녀는 이 나라를 대표하는 작가로서 출생지인 웰링턴시(市)에 유적이 남아 있다. 작가·시인들이 겨우 국가의식에 눈떠 영국의 영향력을 벗어난 것은 제1차 세계대전 후의 일이다.

### 1920년 ~ 1945년
1920년대 시인으로는 아이린 다간, 소설가로는 로빈 하이드 두 여사(女史)의 활약이 눈부신 바 있었다. 이 뒤를 이은 현대작가·시인으로는 존 멀간(1911-1945), 프랑크 사지슨(1903- ), W. D. 크레스웰(1896- ? ), J. K. 백스터(1926- ) 등의 다채로운 작가들을 배출, 이 나라만의 특유한 문학의 존재를 세계에 과시하였다. 그 중에서도 <고독한 사람>(1939)으로 천재작가라 불리던 멀간이 에스파냐 내란으로 전사한 것은 애석한 일이었다.제2차 세계대전 후는 세계문화의 교류가 행해져 이 나라의 유능한 작가·시인·비평가들이 영국·미국의 저널리즘에서도 자주 거론되게 되었는데 그 중에서도 특히 시적 문체로 이 나라 국민의 특질을 묘사한 단편작가 사지슨이 가장 저명한 존재이다.